# Luis Alberni
Luis Alberni est un acteur d'origine espagnole, naturalisé américain, né à Barcelone (Catalogne, Espagne) le 4 octobre 1886, mort à Hollywood (Californie, États-Unis) le 23 décembre 1962.

## Biographie
Installé aux États-Unis en 1914, Luis Alberni commence l'année suivante (1915) au théâtre à Broadway (New York), où il joue jusqu'en 1928, dans onze pièces, deux comédies musicales, une opérette et un opéra.
Au cinéma, il collabore à neuf films muets de 1915 à 1926 puis, après l'avènement du parlant, à cent-soixante-cinq films américains, entre 1929 et 1956 (avec un petit rôle non crédité dans Les Dix Commandements), souvent dans des seconds rôles de caractère de type hispanique ou italien. Notons sa contribution mineure à deux films de John Ford, Planqué malgré lui en 1950, puis What Price Glory en 1952 (seconde adaptation filmée de la pièce éponyme, à la création de laquelle Luis Alberni avait contribué, en 1924 à Broadway : voir la rubrique "Théâtre" qui suit).

## Théâtre (à Broadway)
Pièces, sauf mention contraire
- 1915 : The Lost Co-respondant de Butler Davenport
- 1919 : 39 East de Rachel Crothers
- 1920 : The Outrageous Mrs. Palmer de Henry Wagstaff Gribble
- 1921 : Near Sancta Barbara de Willard Mack
- 1922 : Dreams for Sale d'Owen Davis
- 1923 : Rita Coventry de Hubert Osborne (en)
- 1923 : The Apache de Josephine Turck Baker
- 1924-1925 : What Price Glory de Maxwell Anderson et Laurence Stallings
- 1926 : Deep River, opéra, musique de W. Franke Harling, lyrics et livret de Laurence Stallings
- 1927 : Lace Petticoat, comédie musicale, musique d'Emil Gerstenberger et Carl Carlton (en), lyrics d'Howard Johnson (en), livret de Stewart St. Clair
- 1927 : Lady Do, comédie musicale, musique d'Abel Baer (en), lyrics de Sam M. Lewis (en) et Joseph Young, livret de Jack McClellan et Albert Cowles, chorégraphie de Busby Berkeley
- 1927 : My Princess, opérette, musique de Sigmund Romberg, lyrics et livret de Dorothy Donnelly, d'après une pièce de cette dernière et d'Edward Sheldon, costumes de Charles Le Maire, avec Donald Meek
- 1927 : The Stairs de Rosso di San Secondo (it), adaptation de Dario Forza
- 1927-1928 : La Chute des anges (en) (Fallen Angels) de Noël Coward, avec Fay Bainter
- 1928 : The Silent House de John G. Brandon et George Pickett, avec Alan Dinehart

## Filmographie partielle
- 1915 : Children of the Ghetto (it) de Frank Powell
- 1919 : The Madonna of the Slums de George Terwilliger (court métrage)
- 1920 : 39 East (en) de John Stuart Robertson
- 1921 : Little Italy de George Terwilliger
- 1922 : L'Homme de l'au-delà (The Man from Beyond) de Burton L. King
- 1923 : Le Châle aux fleurs de sang (The Bright Shawl) de John Stuart Robertson
- 1926 : The Cheerful Fraud de William A. Seiter
- 1929 : The Battle of Paris de Robert Florey
- 1930 : The Santa Fe Trail d'Otto Brower et Edwin H. Knopf
- 1931 : Svengali d'Archie Mayo
- 1931 : Manhattan Parade de Lloyd Bacon
- 1931 : Son plus beau combat (The Last Flight) de William Dieterle
- 1931 : Le Génie fou (The Mad Genius) de Michael Curtiz
- 1931 : One Heavenly Night (en) de George Fitzmaurice
- 1932 : Raspoutine et l'Impératrice (Rasputin and the Empress) de Richard Boleslawski
- 1932 : Les Conquérants (The Conquerors) de William A. Wellman
- 1932 : Haute Pègre (Trouble in Paradise) d'Ernst Lubitsch
- 1932 : Week-End Marriage de Thornton Freeland
- 1932 : The Woman in Room 13 de Henry King
- 1933 : Court-circuit (By Candlelight) de James Whale
- 1933 : The Chief de Charles Reisner
- 1933 : Taxi Girls (Child of Manhattan) d'Edward Buzzell
- 1933 : Carioca (Flying Down to Rio) de Thornton Freeland
- 1933 : Les As du reportage (Above the Clouds) de Roy William Neill
- 1933 : The Last Trail de James Tinling
- 1933 : Le Tombeur (Lady Killer) de Roy Del Ruth
- 1933 : Mais une femme troubla la fête (When Ladies Meet) de Harry Beaumont et Robert Z. Leonard
- 1933 : L'Homme de Monterey (The Man from Monterey) de Mack V. Wright
- 1933 : Danseuse étoile (Stage Mother) de Charles Brabin
- 1933 : Le Sphinx (The Sphynx) de Phil Rosen
- 1933 : Topaze de Harry d'Abbadie d'Arrast
- 1934 : Caravane (Caravan) d'Erik Charell
- 1934 : Une nuit d'amour (One Night of Love) de Victor Schertzinger
- 1934 : Fascination (Glamour) de William Wyler
- 1934 : Le Comte de Monte-Cristo (The Count of Monte Cristo) de Rowland V. Lee
- 1934 : Le capitaine déteste la mer (The Captain hates the Sea) de Lewis Milestone
- 1935 : Le Roman d'un chanteur (Metropolitan) de Richard Boleslawski
- 1935 : In Caliente de Lloyd Bacon
- 1935 : Le Rêve de Monte Carlo (en) (Let's Live Tonight) de Victor Schertzinger
- 1935 : Aller et Retour (The Gilded Lily) de Wesley Ruggles
- 1935 : Aimez-moi toujours (Love Me Forever) de Victor Schertzinger
- 1935 : Je veux être une lady (Goin' to Town) d'Alexander Hall
- 1935 : The Winning Ticket de Charles Reisner
- 1935 : Le Gai Mensonge (The Gay Deception) de William Wyler
- 1935 : Roberta de William A. Seiter
- 1935 : La Bonne Fée (The Good Fairy) de William Wyler
- 1936 : Hats Off (en) de Boris Petroff (en)
- 1936 : Anthony Adverse de Mervyn LeRoy
- 1936 : Le Danseur pirate (Dancing Pirate) de Lloyd Corrigan
- 1936 : Suivez votre cœur (Follow Your Heart) d'Aubrey Scotto
- 1937 : La Femme en cage (Hitting a New High) de Raoul Walsh
- 1937 : La Vie facile (Easy Living) de Mitchell Leisen
- 1937 : Le Cœur en fête (When you're in Love) de Robert Riskin
- 1937 : Le Roi et la Figurante (The King and the Chorus Girl) de Mervyn LeRoy
- 1937 : Le Grand Garrick (The Great Garrick) de James Whale
- 1937 : Madame X de Sam Wood
- 1938 : Pour un million (I'll Give a Million) de Walter Lang
- 1939 : Le Flambeau de la liberté (en) (Let Freedom Ring) de Jack Conway
- 1939 : The Great Man Votes (en) de Garson Kanin
- 1939 : L'Étonnant M. Williams (The Amazing Mr. Williams) d'Alexander Hall
- 1939 : Le Roi des reporters (The Housekeeper's Daughter) de Hal Roach
- 1939 : Fausses Notes (Naughty but Nice) de Ray Enright
- 1940 : Scatterbrain, une tête folle (Scatterbrain) de Gus Meins
- 1940 : High School, de George Nichols Jr.
- 1941 : L'aventure commence à Bombay (They met in Bombay) de Clarence Brown
- 1941 : En route vers Zanzibar (Road to Zanzibar) de Victor Schertzinger
- 1941 : Un cœur pris au piège (The Lady Eve) de Preston Sturges
- 1941 : Lady Hamilton (That Hamilton Woman) d'Alexander Korda
- 1941 : Débuts à Broadway (Babes on Broadway) de Busby Berkeley
- 1941 : Idylle en Argentine (They met in Argentina) de Leslie Goodwins
- 1942 : Obliging Young Lady de Richard Wallace
- 1943 : Le Héros du Pacifique (The Man from Down Under) de Robert Z. Leonard
- 1944 : Hommes du monde (In Society) de Jean Yarbrough
- 1944 : Une voix dans la tempête (Voice in the Wind) d'Arthur Ripley
- 1944 : Quand les lumières reviendront (When the Lights go on Again) de William K. Howard
- 1944 : Les Conspirateurs (The Conspirators) de Jean Negulesco
- 1944 : C'est arrivé demain (It happened Tomorrow) de René Clair
- 1945 : Une cloche pour Adano (A Bell for Adano) de Henry King
- 1945 : Le Joyeux Phénomène (Wonder Man) de H. Bruce Humberstone
- 1950 : Planqué malgré lui (When Willie comes Marching Home) de John Ford
- 1950 : Le Dénonciateur (Captain Carey, U.S.A.) de Mitchell Leisen
- 1952 : Deux Durs à cuire (What Price Glory) de John Ford
- 1956 : Les Dix Commandements (The Ten Commandments) de Cecil B. DeMille